# Annals dels quatre mestres
Els Annals dels quatre mestres (en irlandès: Annala Rioghachta Éireann) o els Annals del Regne d'Irlanda pels quatre mestres són una crònica de la història d'Irlanda. Les entrades abasten les dates entre el diluvi el 2242 aC i 1616 dC, encara que es creu que els primers registres es refereixen a dates a la ratlla del 550 aC.

## Text
Consisteixen en una recopilació d'annals anteriors, encara que hi ha alguns treballs originals. Es van recopilar entre 1632 i 1636 en el monestir franciscà del comtat de Donegal. Les entrades del segle xii i anteriors provenen d'annals monàstics anteriors. Les entrades posteriors procedeixen de registres de l'aristocràcia (com ara els Annals d'Ulster), i les entrades del segle xvii estan basades en recol·leccions i observacions personals.
El principal autor dels annals era Mícheál Ó Cléirigh, assistit per Peregrine O'Clery, Fergus O'Mulconry i Peregrine O'Duignan, entre d'altres. Encara que solament un dels autors era franciscà, Mícheál Ó Cléirigh, van arribar a ser coneguts com Els quatre germans o originàriament en irlandès Na Ceithre Máistrí. La versió anglificada va ser Els quatre mestres, nom que va arribar a adjuntar-se als mateixos annals. El patró del projecte era Fearghal Ó Gadhra, un lord del comtat de Sligo.
Es van escriure en llengua irlandesa i existeixen diverses còpies dels manuscrits al Trinity College, a la Reial Acadèmia d'Irlanda i a la University College Dublin.

## Traduccions

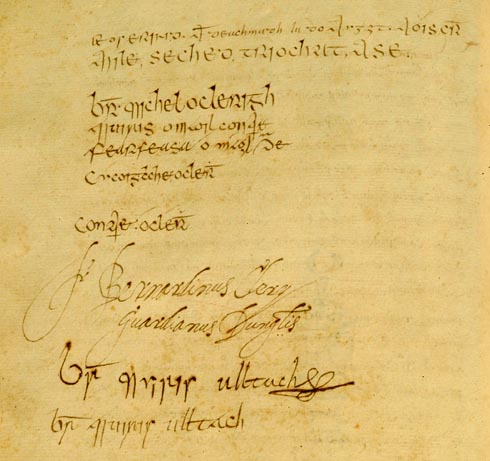
Pàgina de signatures dels annals

La primera traducció substancial (començant el 1171), la va publicar Owen Connellan el 1846. La traducció de Connellan incloïa els annals complets des del segle xi fins al segle xvii, i va ser l'única versió que contenia frontis de quatre colors i que, a més a més, incloïa un gran mapa plegat que mostrava la localització de les famílies en l'illa. Es va mantenir gairebé oblidat durant 150 anys, però finalment va ser salvat i tornat a publicar a començaments del segle xxi. A la traducció de Connellan, va seguir-la alguns anys més tard una traducció completa feta per l'historiador John O'Donovan.
Els annals són una de les fonts principals en irlandès de la història d'Irlanda fins a 1616. Mentre que molts dels primers capítols són essencialment una llista de noms i dates, els últims tracten d'esdeveniments, als quals els autors van tenir accés de primera mà i són molt més detallats.

## Fiabilitat
La seva fiabilitat i utilitat com a font històrica ha estat en diverses ocasions qüestionada als camps d'entrades limitades de naixements, defuncions i activitats de nobles irlandesos, i sovint ignoren trames o esdeveniments socials més amplis. A més a més, els analistes provenien de tradició bàrdica, els patrons de la qual eren membres de les classes superiors irlandeses, per la qual cosa eren refractaris a l'autocrítica.
D'altra banda, els annals, com a part d'una de les poques fonts en prosa en irlandès d'aquest període, també proveeixen una valuosa visió interior d'esdeveniments com ara les revoltes de Desmond i la Guerra dels Nou anys des d'una perspectiva nativa irlandesa.